# 蓮娜·瑪莉亞
蓮娜·瑪莉亞·文德柳斯（瑞典語：Lena Maria Vendelius，1968年9月28日—），是瑞典的福音歌手、游泳選手、口足彩繪藝術家、演說家，一出生就沒有雙臂，左腳的長度只有右腳的一半。曾參加1988年夏季帕拉林匹克運動會。

## 經歷
蓮娜·瑪莉亞出生時就沒有雙臂，左腳的長度只有右腳的一半，原因不明。

### 運動
蓮娜·瑪莉亞三歲就開始游泳，有一段時間專注在跳水，十五歲起才定期練習游泳，在1986年獲得二面瑞典錦標賽獎牌，她主要是練習蝶泳。
她在1986年參加世界錦標賽，獲得兩金一銅，並打破世界紀錄。她在1987年獲得四面金牌，在1988年參加首爾的夏季帕拉林匹克運動會，獲得仰泳第4名，自由泳第5名，蛙泳第6名的成績。之後她停止游泳，參與音樂創作，不過後來在1988年夏季帕拉林匹克運動會的開幕式中唱歌，1999年也在大分國際輪椅馬拉松的開幕式中唱歌。

## 音樂
蓮娜·瑪莉亞在1987年至1991年就讀斯德哥爾摩皇家音樂學院。她的音樂風格包括福音、爵士樂、鄉村音樂和古典音樂。她的演唱足跡遍布世界各地，大部分是在日本、新加坡和泰國舉行，進行了約60場巡迴演出。鋼琴家安德斯·維克（Anders Wihk）經常為她伴奏。蓮娜·瑪莉亞已發行約50張專輯。

### 家庭
1995年和音樂家畢倫（Björn Klingvall）在斯德哥爾摩結婚，婚姻一直到2006年。2017年則和派崔克‧文德柳斯結婚。